# 사막거북
사막거북(학명: Gopherus agassizii)은 거북목 땅거북과에 속하는 육지거북의 일종으로, 캘리포니아주·네바다주·애리조나주·유타주 등 미국 서남부와 멕시코 북부의 모하비 사막 및 소노라 사막 등 북아메리카 대륙에 서식한다. 거북목에 속한 생물로서는 드물게도 물이 적은 사막 환경에 서식하며, 땅을 파는 재주가 뛰어나 토굴을 만들어 햇볕을 피한다.